# Brachycyrtus obelix
Brachycyrtus obelix är en stekelart som beskrevs av Ian D. Gauld och Ward 2000. Brachycyrtus obelix ingår i släktet Brachycyrtus och familjen brokparasitsteklar. Inga underarter finns listade.